# Коновалов, Андрей Анатольевич
Андрей Анатольевич Коновалов (род. 29 апреля 1986 года) — российский пауэрлифтер.

## Карьера
Тренируется у А. А. Полякова (Самара). На всероссийских турнирах выступает с 2003 года.
В 2007 году становится чемпионом России среди юниоров. На студенческом чемпионате России завоёвывает серебро.
В 2008 году снова завоёвывает золото юниорского чемпионата России. С юниорского чемпионата мира в ЮАР привёз серебро.
В 2009 году на юниорском чемпионате завоёвывает золото и разменивает тонну, его результат — 1022,5 кг. Летом Андрей становится победителем юниорского чемпионата Европы, а в сентябре — чемпионом мира среди юниоров.
В 2011 году завоёвывает серебро чемпионата Европы. При этом устанавливает рекорд Европы в жиме лёжа — 325 кг, а также устанавливает рекорд Европы в сумме — 1097,5 кг, побитый сразу же украинцем Владимиром Свистуновым, покорившим сумму 1100 кг.
В 2012 году Коновалов побеждает на чемпионате России по силовому троеборью и на чемпионате России по жиму лёжа с национальным рекордом — 330 кг. На чемпионате мира по жиму лёжа в чешском Пльзене покорил штангу весом 342,5 кг, проиграв лишь финну Фредрику Смультеру. А на чемпионате мира по силовому троеборью завоевал серебро. При этом Андрей установил новый мировой рекорд в приседании — 460 кг, а также в сумме — 1145 кг, побитый в тот день украинцем Виктором Тесцовым (1147,5 кг).
На Всемирных играх 2013 года побеждает с новым мировым рекордом — 1177,5 кг. А в ноябре 2013 года выигрывает чемпионат мира с новым рекордом мира — 1187,5 кг.
Победив на чемпионате России 2014 года, Андрей Коновалов устанавливает три национальных рекорда: в приседании (470 кг), жиме лёжа (357,5 кг) и в сумме троеборья (1190 кг).
В 2015 году Андрей выигрывает чемпионат России по силовому троеборью, чемпионат России по жиму лёжа и чемпионат мира.
В 2016 году выигрывает чемпионат Европы с суммой 1202.5 кг.
В 2018 году на чемпионате мира IPF набирает сумму 1227,5 кг.